# Michael Seaton
Michael Seaton (Spanish Town, 1 mei 1996) is een Jamaicaans voetballer. In 2015 werd hij door DC United verhuurd aan Örebro SK uit de Allsvenskan. In 2013 debuteerde hij in het Jamaicaans voetbalelftal.

## Clubcarrière
Seaton stroomde door vanuit de jeugdopleiding van DC United en tekende op 13 januari 2013 een contract bij de club. Seaton werd in maart van 2013 uitgeleend aan de Richmond Kickers uit de USL Pro. Daar maakte hij zijn debuut op 3 mei 2013 tegen de Wilmington Hammerheads. In diezelfde wedstrijd maakte hij ook direct zijn eerste doelpunt voor Richmond. Op 11 augustus 2013 maakte hij tegen Philadelphia Union zijn competitiedebuut voor DC United. In totaal speelde hij in zijn eerste seizoen bij DC United in drie competitiewedstrijden, waarvan één in de basis.
In januari 2014, een periode waarin de MLS stil ligt, trainde hij mee met Internazionale uit de Serie A. Op 31 maart werd bekendgemaakt dat DC United Seaton had verhuurd aan het Zweedse Örebro SK.

## Interlandcarrière
Seaton maakte zijn debuut voor Jamaica op 16 november 2013 in een vriendschappelijke wedstrijd tegen Trinidad en Tobago. Zijn eerste doelpunt voor Jamaica maakte hij op 5 maart 2014 tegen Saint Lucia. Op 26 mei 2014 was hij trefzeker in de oefeninterland tegen Servië (1–2).